# Cactusspotlijster
De cactusspotlijster (Toxostoma bendirei) is een vogelsoort uit de familie Mimidae. De vogel werd in 1873 door  Elliott Coues geldig beschreven en vernoemd naar de legerofficier C. Bendire, die de vogel verzamelde.

## Kenmerken
De vogel is 25 cm lang. Het is een kleine, onopvallend en egaal bruin gekleurde spotlijster. De vogel lijkt op de krombekspotlijster (T. curvirostrus), maar de cactusspotlijster is kleiner, heeft een minder kromme snavel en een geel oog.

## Verspreiding en leefgebied
Deze soort komt voor in het zuidwesten van de Verenigde Staten en in het noorden van Mexico. Het is een vogel van woestijachtige terreinen met spaarzame begroeiing van schraal grasland, struikgewas en bomen, meestal in laagland, in de staat Utah tot op 1800 m boven zeeniveau. De vogel foerageert voornamelijk op de grond op zoek naar geleedpotigen.

## Status
De cactusspotlijster heeft een bedreigd leefgebied en daardoor is de kans op uitsterven aanwezig. De grootte van de populatie werd in 2016 door BirdLife International geschat op 90.000 individuen en de populatie-aantallen nemen af door habitatverlies. Het leefgebied wordt aangetast door stadsontwikkeling, grootschalige landbouw, overbegrazing en verstoring door het rijden met terreinwagens. Daarom staat de vogel als kwetsbaar op de Rode Lijst van de IUCN.